# دانيال آراب موي
دانيال آراب موي (بالسواحلية: Daniel Arap Moi)‏ (و. 1924 – 2020)، هو سياسي كيني شغل منصب ثاني رئيس في تاريخ كينيا خلال الفترة الممتدة من عام 1978 حتى عام 2002. أرغم على إجراء انتخابات تعددية في البلاد عام 1991 بعد موجة من السخط الشعبي والضغوط الخارجية. استطاع موي قيادة حزب اتحاد كينيا الأفريقي الوطني للفوز في كل من انتخابات عام 1992 وانتخابات عام 1997. كان موي قبل أن يصبح رئيساً قد شغل منصب نائب رئيس كينيا خلال الفترة من عام 1967 حتى عام 1978.
يطلق الكينيون على موي لقب «نيايو» وهي كلمة تعني «خطوات» باللغة السواحلية حيث يسري على المستوى الشعبي في كينيا بأن موي سار على خطى أول رئيس للبلاد جومو كينياتا. كما يطلق عليه لقب «بروفيسور السياسة» في دلالة على الفترة الطويلة التي قضاها في حكم البلاد (24 سنة) وحتى الآن تعد ولايته أطول ولاية لرئيس في التاريخ الكيني.

## روابط خارجية
- دانيال آراب موي على موقع الموسوعة البريطانية (الإنجليزية)
- دانيال آراب موي على موقع مونزينجر (الألمانية)
- دانيال آراب موي على موقع إن إن دي بي (الإنجليزية)